# Пам'ятки історії Печенізького району
У Печенізькому районі Харківської області на обліку перебуває 19 пам'яток історії.
| № п/п | Охоронний номер пам'ятки | Місце знаходження, (адреса) пам'ятки      | Найменування пам'ятки | Автор, дослідник пам'ятки. Дата відкриття                  | Матеріал, з якого виготовлений пам'ятник. Основні розміри                                           | Категорія охорони пам'ятки | Номер і дата рішення державних органів про взяття пам'ятки під охорону | Охоронна зона                                                                                         |
| ----- | ------------------------ | ----------------------------------------- | --- | ---------------------------------------------------------- | --------------------------------------------------------------------------------------------------- | -------------------------- | ---------------------------------------------------------------------- | --- |
| 1.    | 1483                     | с-ще Печеніги, вул. Леніна                | Братська могила радянських воїнів і партизанів і пам'ятний знак воїнам-землякам. 1941 р., 1942 р., 1943 р.                                                | Білостоцький А. Ю., Супрун О. О. 1953 р, 1978 р.           | Скульптура — 2,5 м, з/б. Постамент — 4,0 м, цегла, цемент. 8 стел — 1,0х1,0х1,0 м, мармурова кришка | Місцева                    | № 61 від 25.01.72 р.                                                   | 25 м (Наказ управління культури і туризму від 10.09.09. № 234)                                        |
| 2.    | 1497                     | -<<-                                      | Пам'ятний знак воїнам-землякам, які загинули в період громадянської війни. 1918—1920 рр.                                                                  | 1963 р.                                                    | Стела — 2,5х6,3х0,54 м, цегла, цемент                                                               | -<<-                       | № 61 від 25.01.72 р.                                                   | |
| 3.    | 1499                     | -<<-                                      | Будинок колишнього Ново-Бєлгородського каторжного централу. Поч. XIX ст.                                                                                  |                                                            | Будинок двоповерховий, цегляний 7,0х10,0х15,0 м                                                     | Місцева                    | № 61 від 25.01.72 р.                                                   | ЗУ «Про перелік пам'яток культ. спадщини, що не підлягають приватизації» № 574-VI від 23.09.08 р.\|\| |
|       |                          |                                           | |                                                            | |                            |                                                                        | |
| 5.    |                          | с-ще Печеніги, вул. Леніна                | «Трагедія. Подвиг. Застереження. 26.04.1996. Чорнобиль.»                                                                                                  | 20.04.1999 р.                                              | Гранітний моноліт 1,5х0,5х0,3 м                                                                     | -<<-                       | Наказ УК ХОДА № 25 від 02.03.05 р.                                     | |
| 6.    |                          | с-ще Печеніги, вул. Леніна                | Пам'ятник Г. Семирадському (24.10.1843 — 23.08.1902 рр.)                                                                                                  | Сейфаддин Гурбанов 1.10.2002 р.                            | Гранітний моноліт. п'єдестал 222х74х66 см. 103х340х341 см                                           | -<<-                       | Наказ УК ХОДА № 25 від 02.03.05 р.                                     | |
| 7.    | 2074                     | с-ще Печеніги, на кладовищі               | Могила Зінченка Н. М. — Героя Радянського Союзу, 1979 р.                                                                                                  | 1980 р.                                                    | Стела — 1,7 м, мармурова кришка                                                                     | -<<-                       | № 413 від 19.08.85р.                                                   | |
| 8.    | 1457                     | с. Артемівка Артемівської с/р             | Братська могила радянських воїнів. Поховано 193 воїни. 1943 р.                                                                                            | Харківська скульптурна фабрика 1953 р.                     | Скульптура — 2,5 м, з/б. Постамент — 2,5 м, цегла, цемент                                           | -<<-                       | № 61 від 25.01.72 р.                                                   | 25 м (Наказ управління культури і туризму від 10.09.09. № 234)                                        |
| 9.    | 1462                     | с. Ганнівка Борщівської с/р               | Братська могила радянських воїнів. Поховано 14 воїнів. 1943 р.                                                                                            | Харківська скульптурна фабрика 1957 р.                     | Скульптура — 3,0 м, з/б. Постамент — 2,8 м, цегла, цемент                                           | -<<-                       | -<<-                                                                   | 25 м (Наказ управління культури і туризму від 10.09.09. № 234)                                        |
| 10.   | 1463                     | с. Гарашківка Борщевської с/р             | Братська могила радянських воїнів. Поховано 355 воїнів. 1943 р.                                                                                           | Харківська скульптурна фабрика 1954 р.                     | Скульптура — 2,5 м, з/б. Постамент — 3,0 м, цегла, цемент                                           | -<<-                       | -<<-                                                                   | 25 м (Наказ управління культури і туризму від 10.09.09. № 234)                                        |
| 11.   | 1471                     | с. Кицівка Печенізької сел/р              | Братська могила радянських воїнів і пам'ятний знак воїнам-односельцям. 1943 р., 1941—1945 рр.                                                             | Харківська скульптурна фабрика 1952 р., 1980 р.            | Скульптура — 2,5 м, з/б. Постамент — 3,5 м, цегла, цемент. Стела — 1,0х1,0х1,0 м, мармурова кришка  | -<<-                       | -<<-                                                                   | 25 м (Наказ управління культури і туризму від 10.09.09. № 234)                                        |
| 12.   | 1477                     | с. Мартове Мартівської с/р, вул. Гагаріна | Братська могила радянських воїнів. Поховано 367 воїнів. 1941 р., 1943 р.                                                                                  | Харківська скульптурна фабрика 1952 р.                     | Скульптура — 2,5 м, з/б. Постамент — 3,5 м, цегла, цемент                                           | -<<-                       | -<<-                                                                   | 25 м (Наказ управління культури і туризму від 10.09.09. № 234)                                        |
| 13.   | 1771                     | с. Мартове Мартівської с/р                | Пам'ятний знак воїнам-односельцям. 1941—1945 рр. | 1973 р.                                                    | Стела — 2,0 м, цегла, граніт. Горельєф — 2,0 м, з/б                                                 | -<<-                       | № 13 від 12.01.81 р.                                                   | |
| 14.   | 1494                     | -<<-                                      | Могила піонера — патріота Павлика Піддубного. 1943 р. | 1960 р.                                                    | Обеліск — 1,7 м, мармур                                                                             | -<<-                       | № 61 від 25.01.72 р.                                                   | |
|       |                          |                                           | |                                                            | |                            |                                                                        | |
| 16.   | 1481                     | с. Новий Бурлук Новобурлуцької с/р        | Братська могила Мовчана А. П. і радянських воїнів. Поховано 148 воїнів. 1930 р., 1943 р.                                                                  | Харківська скульптура фабрика 1954 р.                      | Скульптура — 2,5 м, з/б Постамент — 3,5 м, цегла                                                    | -<<-                       | № 61 від 25.01.72 р.                                                   | 25 м (Наказ управління культури і туризму від 10.09.09. № 234)                                        |
| 17.   | 1482                     | с. Новокомсомольське Печенізької сел/р    | Братська могила радянських воїнів і пам'ятний знак воїнам-односельцям. Поховано 107 воїнів. 1941—1945 рр.                                                 | Білостоцький А. Ю., Супрун О. О., 1967 р., 1991 р., заміна | Скульптура — 2,5 м, з/б Постамент — 2,1 м, цегла, цемент. Стела — 1,0х1,0х1,0 м, мармурова кришка   | -<<-                       | -<<-                                                                   | 25 м (Наказ управління культури і туризму від 10.09.09. № 234)                                        |
| 18.   | 1485                     | с. П'ятницьке Печенізької сел/р           | Братська могила Дьомін О. Ф. — Герой Радянського Союзу і пам'ятний знак воїнам-односельцям. Поховано 295 воїнів. 1941 р., 1942 р., 1943 р., 1941—1945 рр. | Харківська скульптурна фабрика 1962 р., 1980 р.            | Скульптура — 3,0 м, з/б Постамент — 2,0 м, цегла, цемент. 2 стели — 1,5х1,5х1,0 м, мармурова кришка | Місцева                    | -<<-                                                                   | 25 м (Наказ управління культури і туризму від 10.09.09. № 234)                                        |
| 19.   | 1772                     | -<<-, вул. Дьоміна, 6                     | Місце подвигу Героїв Радянського Союзу Асанова Д. А., Дьоміна О. Ф. і Назарова О. П., 1943 р.                                                             | 1980 р.                                                    | Пам'ятний знак. Стела — 1,5х1,5х0,55 м, бетон                                                       | -<<-                       | № 13 від 12.01.81 р.                                                   | |
|       |                          |                                           | |                                                            | |                            |                                                                        | |